# Eowaeringella
Eowaeringella es un género de foraminífero bentónico de la subfamilia Wedekindellininae, de la familia Fusulinidae, de la superfamilia Fusulinoidea, del suborden Fusulinina y del orden Fusulinida. Su especie tipo es Wedekindellina ultimata. Su rango cronoestratigráfico abarca desde el Moscoviense hasta el Missouriense (Carbonífero superior).

## Discusión
Clasificaciones más recientes incluyen Eowaeringella en la subclase Fusulinana de la clase Fusulinata. Otras clasificaciones lo incluyen en la subfamilia Pulchrellinae.

## Clasificación
Eowaeringella incluye a las siguientes especies:
- Eowaeringella aaroni †
- Eowaeringella fusiformis †
- Eowaeringella richardsonensis †
- Eowaeringella stricta †
- Eowaeringella typicalis †
- Eowaeringella ultimata †